# Принцеса Ірулан
Принцеса Ірулан [ˈɪrəlɑːn] — вигадана персонажка у всесвіті Дюни, створеному Френком Гербертом. Вона вперше з'явилася в «Дюні» (1965), а пізніше була презентована в «Дюні Месія» (1969) і «Діти Дюни» (1976). Народження та раннє дитинство персонажки торкаються в трилогії-приквелі «Прелюдія до Дюни» (1999—2001) сина Герберта Браяна та Кевіна Дж. Андерсона, і вона є головною персонажкою у серії книг Герберта/Андерсона «Герої Дюни» (2008—2009).
Персонажка Ірулан виступає фактичною оповідачкою у «Дюні», а уривки з її пізніх творів використовуються як епіграфи перед кожним розділом роману. У сюжетній лінії Ірулан вважається старшою дочкою 81-го падишаха імператора Шаддама IV і Анірул, бене-ґессеритка прихованого рангу, і має чотирьох молодших сестер і не має братів. У «Дюні» персонажка з'являється безпосередньо лише наприкінці роману, але продовжує залишатися постійною персонажкою у продовженнях «Месія Дюни» та «Діти Дюни». Епіграфи, приписувані Ірулан, також з'являються — значно меншою мірою — у цих наступних романах та інших у розширеній серії.
У фільмі «Дюна» 1984 року Ірулан зіграла Вірджинія Медсен та Джулі Кокс у телесеріалі 2000 року «Дюна» та його продовженні 2003 року «Діти Дюни». У фільмі «Дюна: Частина друга» 2024 року її грає Флоренс П'ю.

## Опис
У сюжетній лінії Ірулан вважається старшою дочкою 81-го падишаха, імператора Шаддама IV, і Анірул, бене-ґессеритка прихованого рангу. У неї є чотири молодші сестри на ім'я Чаліша, Венсиція, Йосифа та Руґі, і немає братів. У "Дюні " Ірулан описана очима Пола Атріда:
Нарешті увагу Пола привернула висока білява жінка, зеленоока, з обличчям патриціанської краси, класичним у своїй величі, незайманим сльозами, абсолютно непереможена. Без слів Пол знав її - Королівська принцеса, вихованка бене-ґессериток, обличчя, яке бачення часу показало йому в багатьох аспектах: Ірулан. «Ось мій ключ», - подумав він.
Барон Владімір Харконнен зазначає, що Ірулан має очі, «які дивилися повз нього і крізь нього». У «Месія Дюни» Тлейлаксу Скайтале згадує про Ірулан як про «високу біляву красуню… вона трималася з гідністю аристократки, але щось у ввічливій плавності її рис видавало контроль над її походженням з Бене Ґессерит».
Хоча зазначається, що Ірулан була «навчена найглибшим із шляхів Бене-Ґессерит, призначена бути Преподобною Матір'ю», у серіалі вона ніколи не піддається небезпечній ритуальній агонії прянощів, щоб досягти цього. У «Месії Дюни» її «добре підготували до завдання, яке вона не змогла виконати, вона була недосконалим творінням Бене Ґессерит». Леді Джессіка каже про Ірулан у «Дітях Дюни»: «Ірулан ніколи не була найдосконалішою адепткою Бене Ґессерит — її цінували більше за те, що вона була дочкою Шаддама IV, ніж з якоїсь іншої причини; часто вона була занадто гордою, щоб докладати зусиль для розширення своїх здібностей».

## Поява

### «Дюна»
Кожен розділ «Дюни» починається з епіграфа, який приписують принцесі Ірулан. У таких формах, як щоденникові записи, історичні коментарі, біографія, цитати та філософія, ці записи задають тон і забезпечують експозицію, контекст та інші деталі, призначені для кращого розуміння складного вигаданого всесвіту та тем Герберта. Ці епіграфи служать обрамленням для оповіді роману. Раян Брітт з Inverse пише: «Іруланське обрамлення в книзі надає майбутнім аспектам видінь Пола ще один рівень: історія приходу Пола до влади вже відбулася… це створює цікавий рівень сприйняття для читача. Не те, щоб досить всезнаюча оповідь „Дюни“ була ненадійною сама по собі, але є вказівка на те, що проза може бути упередженою, що саме по собі є коментарем до історії». Сама Ірулан з'являється особисто лише в кінці роману.
У «Дюні» Шаддам наказує герцогу Лето Атріду контролювати видобуток цінного меланжу на пустельній планеті Арракіс. Хоча це виглядає як нагорода, насправді це спосіб Шаддама знищити Лето, чия зростаюча влада та вплив у Ландсрааді загрожують імператору. Невдовзі Атрідів атакують війська Дому Харконненів, давніх ворогів Атрідів, таємно доповнені, здавалося б, непереможними імперськими військами сардаукари Шаддама. Лето вбивають, а Пол і його мати Бене Ґессерит Джессіка тікають у пустелю й вважаються мертвими. Криза на Арракісі починається, коли таємничий Муад'Діб, насправді Пол Атрід, з'являється як лідер місцевих племен фрименів, що повстають проти правління Харконненів. Коли виробництво надважливої спеції припиняється, Шаддам змушений особисто втрутитися у ситуацію. Ірулан супроводжує батька та його армію до Арракісу, щоб навести порядок, але сардаукари Шаддама зазнають катастрофічної поразки від фрименів. Пол висуває свої умови: Імперська армада залишає Арракіс, Шаддам йде у відставку, а Пол одружується з Ірулан — або він знищить все виробництво спецій. Шаддам розлючений, але Ірулан каже: «Ось чоловік, гідний бути твоїм сином». Коли Пол перемагає підступного спадкоємця барона Харконнена Фейда-Рауту в одиночному бою, а граф Фенрінг відмовляється від наказу імператора вбити Пола, Шаддам капітулює. Пол має намір вступити на трон замість Шаддама, прийнявши владу в Імперії від імені Ірулан. Він запевняє свою наложницю, Чані, що не подарує Ірулан ні любові, ні дітей. Джессіка, колишня наложниця покійного батька Пола, запевняє Чані, що хоча Ірулан носитиме ім'я Атрідів, «історія назве нас дружинами».
Еммет Ашер-Перрін з Tor.com зазначив, що в той час як Шаддам «по крихтах» усвідомлює, що Пол переміг його, Ірулан «усвідомлює це з самого початку». Ашер-Перрін пояснила, «наскільки вона незадоволена всією цією подією. Вона така: „Звичайно, я вийду заміж за цього хлопця, він здається крутим“ і продовжує намагатися заспокоїти свого батька». Він додає: «Хотілося б, щоб книга більше заглиблювалася в особистість [Ірулан], а не представляла її лише як науковицю. Ми могли б використати трохи більше її особистості, трохи більше розуміння її розуму».

### «Месія Дюни»
Через дванадцять років у «Месії Дюни» Ірулан є імператорською дружиною, але дружиною Пола лише за назвою, оскільки він прагне, щоб його кохана наложниця Чані народила його дітей і очевидних спадкоємців. Будь-яка надія Ірулан на народження від Пола нового королівського роду Атрідів-Корріно — і збереження впливу Імператорського Дому Корріно в тій чи іншій формі — була втрачена. Вона також перебуває під тиском Бене Ґессерит, які прагнуть зберегти рід Атрідів, якщо не повністю підірвати правління Пола. Ця образа, а також наказ Бене Ґессерит не дозволити Полу народити від Чані спадкоємця, змушує Ірулан роками таємно накачувати фрименську жінку небезпечними контрацептивами. В результаті новий імператор і його наложниця залишаються бездітними. Коли Чані починає дотримуватися спеціальної фріменської дієти з високим вмістом меланжу, Ірулан втрачає здатність застосовувати контрацептиви. Хоча Преподобна мати Бене Ґессерит Ґай Гелен Могіам закликає її зробити хімічний аборт будь-якого потенційного плоду, Ірулан протестує проти цього. Однак Ірулан стає частиною змови проти імператора, в якій беруть участь Бене Ґессерит, Тлейлакс та Космічна Гільдія. Пол говорить про неї в цей час:
А ось і справжня принцеса далі по коридору. Вона виросла в усіх брудних інтригах імператорського двору. Інтриги для неї так само природні, як і написання дурних історій!
Незважаючи на її зв'язки як з Бене Ґессерит, так і з її скинутим батьком, Пол цінує Ірулан як радницю і зробив її членом своєї вищої ради. Зрештою, Чані дізнається не лише про роль Ірулан у своєму безплідді, але й про те, що контрацептиви завдали їй незворотної шкоди і ставлять під загрозу її поточну вагітність. Чані прагне вбити Ірулан, але Пол забороняє їй це зробити. Потай він дещо вдячний Ірулан, адже він бачив через своє провидіння, що пологи принесуть Чані смерть, і тому Ірулан мимоволі продовжила життя Чані. Чані помирає після народження дітей-близнюків Пола, Лето II і Ганіми, а осліплий Пол незабаром після цього йде самотньо в пустелю, щоб померти, як це прийнято у фрименів для сліпих. Згодом сестра Пола Алія зазначає: «Знаєш, що я повинна зробити для нього? Я повинна врятувати життя принцеси Ірулан. Цієї! Ти б чула її горе. Плаче, дає вологу мертвим; вона клянеться, що любила його і не знала про це. Вона зневажає своє Сестринство, каже, що все життя буде вчити дітей Пола… Від неї тхне довірливістю!» Ґгола Дункан Айдаго розуміє, що втеча Ірулан не залишає Бене Ґессерит «жодного важеля впливу на спадкоємців Атрідів».

### «Діти Дюни»
Покинувши Бене Ґессерит,Ірулан згодом присвячує себе дому Атрідів і допомагає виховувати осиротілих близнюків Пола і Чані. Тим часом сестра Ірулан, Венсиція, планує вбивство Лето і Ганіми, щоб повернути владу Корріносам. Ірулан також служить головною радницею Алії, яка править як Священна Регентка для юних Лето і Ганіми. Під час подій «Дітей Дюни» Ірулан намагається бути провідницею і довіреною особою Ганіми, але її часто бентежить доросла свідомість, якою володіють близнюки внаслідок того, що вони були до народження і мали доступ до Іншої пам'яті. Ганіма піклується про Ірулан, але Алія ніколи не довіряє принцесі через спадщину Корріно, яку має Ірулан, та власну параною, що дедалі більше посилюється. Ця особиста недовіра виявляється дуже доречною, коли Ірулан слідує за Ганімою та Стілгаром у пустелю під час повстання фрименів проти тиранії Алії. Хоча інших повстанців вбивають, Ірулан і Стілгар потрапляють до в'язниці після того, як їх схопили, і, ймовірно, звільняються після того, як Лето скидає Алію з престолу.

### Інші романи
Ірулан ненадовго з'являється дитиною в «Дюні: Будинок Корріно» (2001), третьому романі в трилогії-приквелі «Прелюдія Дюни» Браяна Герберта та Кевіна Дж. Андерсона, дія якої розгортається до «Дюни».
Ірулан — головна персонажка серії романів Браяна Герберта та Андерсона «Герої Дюни». Половина історії «Пола з Дюни» (2008) відбувається між «Дюною» Френка Герберта та «Месією Дюни». Ірулан вирішує стати офіційною біографинею Пола, формуючи його легенду. У цій історії, коли джихад Пола бушує, Шаддам прагне повернути свій трон, а Ірулан приймає «завдання створити легенду про Муад'Діба». Інша половина роману — це хроніка Ірулан про ранні роки Пола, між «Будинком Корріно» та «Дюною». «Вітри Дюни» (2009) розгортаються між «Месією Дюни» Френка Герберта та «Дітьми Дюни». У романі зникнення Пола в пустелі спричинило вакуум влади, і Ірулан та інші його радники намагаються визначити, яким шляхом має піти його імперія. «Принцеса Дюни» (2023) зосереджується на Ірулан і Чані за два роки до подій у «Дюні».

## В адаптаціях
Режисер Алехандро Ходоровський хотів, щоб у запланованій у 1970-х роках екранізації «Дюни», яка так і не була знята, Ірулан зіграла Аманда Лір. У фільмі «Дюна» 1984 року Ірулан зіграла Вірджинія Медсен та Джулія Кокс у міні-серіалі 2000 року «Дюна» Френка Герберта та його продовженні 2003 року «Діти Дюни» Френка Герберта. Ірулан не з'являється у фільмі «Дюна» 2021 року, який охоплює першу частину книги, але з'являється у фільмі-продовженні «Дюна: Частина друга», де її грає Флоренс П'ю.

### «Дюна»(1984)
Фільм Девіда Лінча 1984 року буквально відтворює оповідну функцію Ірулан, коли персонаж розповідає вступ до всесвіту «Дюни», але лише ненадовго з'являється особисто на початку та в самому кінці фільму. Мішель Чіон пояснив: «Лінч був найсміливішим у структуруванні історії. Він розробив своєрідну спіралеподібну структуру, описану ним як кругова, в якій вся інформація, необхідна для розуміння історії, подається з самого початку, а не виливається поступово. Голосом принцеси-оповідачки нас одразу засипають фактами та іменами. Лише згодом, крок за кроком, фактам дозволяється знайти своє значення, а іменам — своє обличчя». Франческа Анніс, яка зіграла леді Джесіку у фільмі, сказала: «Коли я вперше пішла дивитися фільм на прем'єру… як тільки принцеса Ірулан почала говорити закадровим голосом на початку, пояснюючи історію, я подумала: „Ох, ох, цей фільм в біді“. Будь-який голлівудський фільм, який змушений детально пояснювати себе на початку, має проблеми».
Медсен сказав, що спочатку на роль була обрана Гелена Бонем Картер, але в кінцевому підсумку виник конфлікт із розкладом фільму «Кімната з видом». За словами Мадсена, була «скажена сутичка» за переробку, і вона була підписана для «Дюни» та двох потенційних продовжень. Медсен назвала цю роль своїм «великим проривом» і сказала: «Насправді все, що мені потрібно було зробити — це монолог, і я була дійсно прославленою масовкою».

### «Дюна» Френка Герберта(2000)
Міні-серіал 2000 року, однак, винаходить великий сюжет для Ірулан. Режисер Джон Гаррісон сказав, що відчуває потребу розширити роль Ірулан, оскільки вона відіграє таку важливу роль у наступних книгах, а її епіграфи роблять її значущою присутністю в романі. Крім того, персонажка дала йому вікно в будинок Корріно. Актриса Джулія Кокс зазначила, що Гаррісон зробив Ірулан «більше любовним інтересом і для того, щоб компенсувати дивність того, що в кінці Пол одружився з незнайомкою».
У міні-серіалі Ірулан відправляють до Арракісу, щоб підтвердити позицію Лето, а присутність королівської принцеси мала відвернути підозри Лето щодо мотивів імператора. Під час перебування в Арракісі вона заприятелювала з його сином Полом. Після нападу на Атрідів Ірулан одразу розуміє, що її батько — єдиний, хто міг би допомогти Харконненам, і висловлює своє невдоволення тим, що її використали. Пізніше Ірулан шпигує за таємною зустріччю Преподобної Матері Могіам з оперативником Гільдії Розділювачів, і їхня розмова дає їй зрозуміти, що на Арракісі відбувається щось більше, ніж здається на перший погляд. Під приводом нудьги Ірулан вирушає на рідну планету Харконненів Ґіді Прайм і підступно змушує Фейда підтвердити її підозри. Коли повстання фрименів загострюється, Ірулан втирається в довіру до ради батька і пропонує цінні військові поради. Вона єдина з радників Шаддама усвідомлює зв'язок між Муад'Дібом і Полем Атрідом, про який вона розповідає суду після того, як схопили Алію. Замість того, щоб просто погодитися на вимоги Пола, саме Ірулан пропонує їхній шлюб.
Окрім фінальної сцени, в якій Ірулан заручена з Полом, її єдина поява в міні-серіалі базується на реальному уривку з роману, — це її візит до Фейда. Однак у книзі це інша Бене Ґессерит, Марго Фенрінг, яка відвідує спадкоємця Харконненів за завданням Сестринства, щоб отримати його генетичний матеріал (через зачаття) для їхньої програми розведення. У міні-серіалі не йдеться про це як про мотив Ірулан, особливо з огляду на те, що вона передає Фейда одному зі своїх оперативників ще до того, як він встиг з нею переспати.
Ашер-Перрін назвав розширення ролі Ірулан в сюжеті «найрозумнішою зміною» в порівнянні з романом і відзначив важливість Ірулан як викривального інструменту в міні-серіалі. Він написав, що «Кокс елегантно і хитро справляється з цією роллю і робить власну подорож Ірулан такою ж цікавою, як і подорож Пола по той бік політичної машини». Остін Джонс з Paste писав: «Джулі Кокс у ролі Ірулан, безсумнівно, є головною родзинкою. Вона слугує співчутливим оком, через яке можна спостерігати за домом Корріно, коли її батько змовляється з Харконненами, щоб знищити дім Атрідів. Багатьом акторам у міні-серіалі бракує виразності… але Кокс вносить певну жвавість в інакше щільну історію. Значна частина сили „Дюни“ полягає в жінках, які керують сюжетом з-за лаштунків, і Ірулан, безсумнівно, є ключовою гравчинею, з якою не варто жартувати, як з Джесікою і преподобною матір'ю Моаміам».

### «Діти Дюни» Френка Герберта(2003)
Кокс повторила свою роль у сиквелі 2003 року «Діти Дюни» Френка Герберта, який охоплює сюжет «Месії Дюни» та «Дітей Дюни».

Лаура Фріс з Variety написала: «[Даніела] Амавія та Кокс у ролях катованої Алії та гордовитого Ірулана пропонують багатошарові вистави». Ашер-Перрін похвалила «повну арку персонажа» Ірулан в міні-серіалі як покращення ставлення до персонажки в романах-джерелах і зазначив:
«Є кілька розумних змін, зроблених для того, щоб краще пов'язати дві історії, головна з яких полягає в тому, що замість того, щоб принцеса Ірулан працювала як змовниця проти Пола разом з Бене Ґессерит, Гільдією Розділення і Тлейлаксу, її сестра Венсиція раніше виходить на перший план і отримує цю роль. Такий хід має дві переваги: це означає, що кохання Ірулан до Пола не з'являється на рівному місці, як наприкінці „Месії Дюни“, і це означає, що історія приділяє більше часу Венсиції… яку з антагоністичною насолодою грає Сьюзен Сарандон».
Ашер-Перрін також писала: «Є й інші моменти досконалого виконання… Подвійні розмови між Ірулан і преподобною матір'ю Ґай Гелен Могіам, а пізніше Джессікою, є чудовими, пропонуючи субтитри до їхньої жестової мови, в той час як зовсім інша розмова розігрується словами».

### «Дюна: Частина друга»(2024)

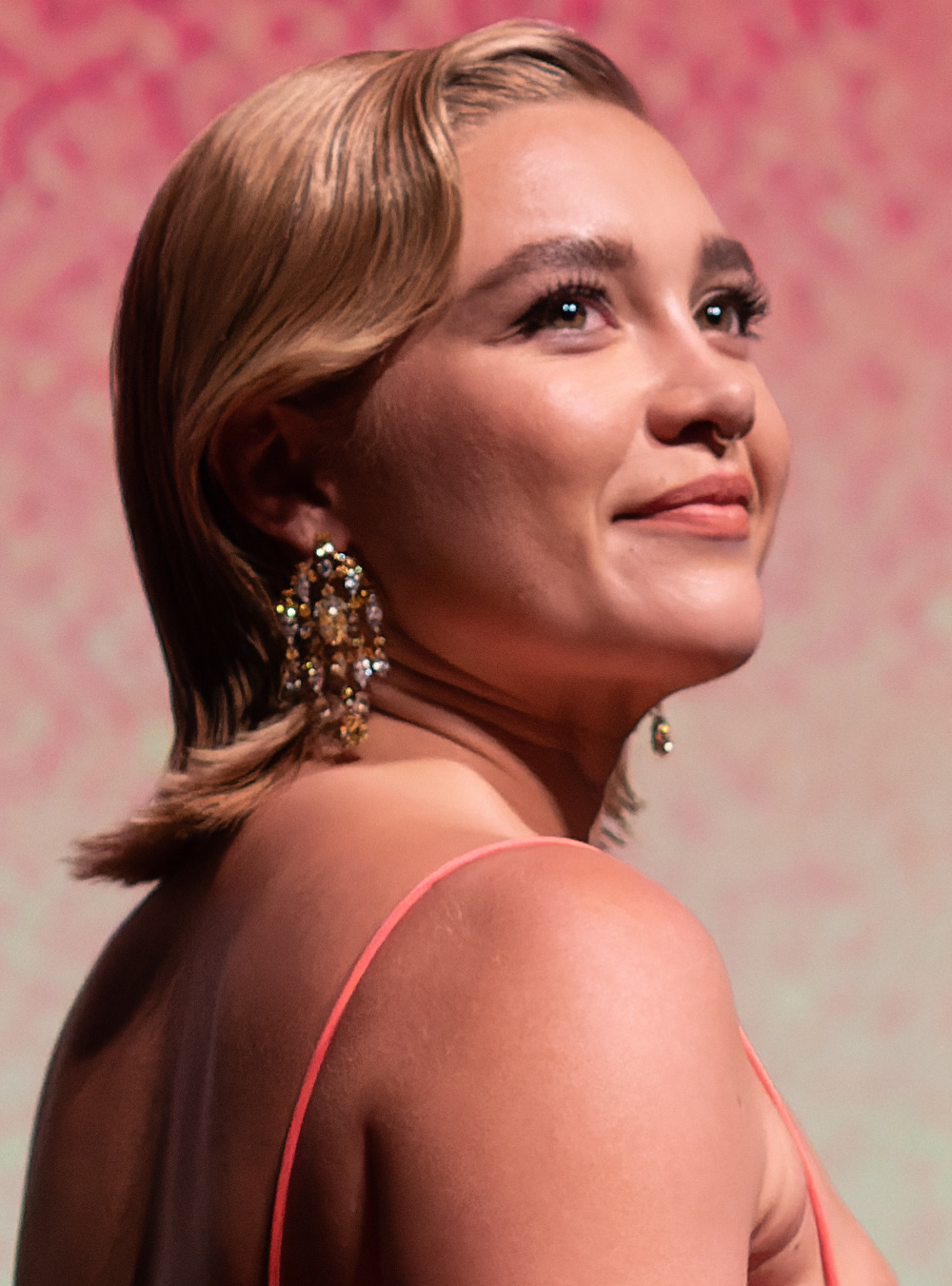
Флоренс П'ю грає Ірулан у фільмі «Дюна: Частина друга» 2024 року.

Ірулан відсутня у фільмі Дені Вільнева «Дюна» 2021 року, який охоплює першу частину книги. Вільнев відмовився від обрамляючих епіграфів роману Ірулан,, які, за словами Райана Брітта з Inverse, залишають відсутніми «певні пояснювальні деталі» та «принаймні одну політичну та історичну сторону Дюни». Девід Кров з Den of Geek пояснив: «Без анекдотів [Ірулан] про людину, якою стане Пол Атрід (або, принаймні, романтики в текстах Ірулан), нам залишається переживати цю історію так, як це робить Пол: хронологічно і в реальному часі». Адрієнн Вестенфельд з Esquire назвала це «кінематографічним» вибором і написала: «Результатом є більш запеклий внутрішній досвід подорожі Пола до месіанського вивищення… [і] перенесення будь-якого фреймового пристрою з королівської принцеси Ірулан на корінних жителів Чані — це приємне протиставлення частому фокусу на шляхетних політичних лідерах».
Ірулан з'явилася у сиквелі фільму «Дюна: Частина друга» 2024 року. У березні 2022 року Флоренс П'ю розпочала переговори про те, щоб приєднатися до акторського складу фільму як Ірулан, і її роль було підтверджено в травні 2022 року.